# ترور مورگن (هنرپیشه)
تِـرِوِر مورگن (انگلیسی: Trevor Morgan؛ زادهٔ ۲۶ نوامبر ۱۹۸۶) بازیگر اهل ایالات متحده آمریکا است. وی از سال ۱۹۹۷ میلادی تاکنون مشغول فعالیت بوده‌است.
از فیلم‌ها یا برنامه‌های تلویزیونی که وی در آن نقش داشته است، می‌توان به حس ششم، پارک ژوراسیک ۳، عمو نینو و اوهایو، برنده جایزه نافرمانی اشاره کرد.